# Bijzondere rechtbank voor de repressie van de vrijmetselarij en het communisme
De Bijzondere rechtbank voor de repressie van de vrijmetselarij en het communisme (Castiliaans: Tribunal Especial para la Represión de la Masonería y el Comunismo) was een bijzondere rechtbank opgericht tijdens de franquistische militaire dictatuur in Spanje. Van 1940 tot de opheffing in 1964 werden er meer dan 60.000 processen gevoerd.
Hij werd per decreet opgericht op 1 maart 1940 en zetelde in Madrid. De vervolging van vrijmetselaars en communisten wordt in de inleiding van de wet als volgt verantwoord: “In het verlies van het Spaanse Rijk en zijn koloniën, in de Spaanse Onafhankelijkheidsoorlog, in alle burgeroorlogen die Spanje de laatste eeuw getroffen hebben, in de val van de constitutionele monarchie en vele staatsondermijnende misdaden hadden steeds maçonnieke en anarchistische krachten de hand, door occulte buitenlandse machten gestuurd. De zware schade aan de grootheid en het welzijn van het Vaderland is in het laatste decennium op de spits gedreven door atheïstische, materialistische, antimilitaristische en anti-Spaanse campagne.”
Het hof bestond uit een voorzitter, een generaal, een leidende figuur uit de Falange Española en twee juristen. Alle leden werden voorgedragen door de dictator generaal Francisco Franco. De eerste voorzitter was Marcelino de Ulibarri, een goede vriend en studiegenoot van Franco uit zijn tijd op de Militaire Academie.
De processen werden gevoerd op grond van documenten die de Afvaardiging van de staat voor de Recuperatie van Documenten op het einde van de Spaanse Burgeroorlog zowel bij personen als bij publieke als private organisaties aangeslagen had. De eerste twee rechtbanken hielden zich voornamelijk met het vervolgen van de vrijmetselaars bezig. In 1942 werd een derde rechtbank opgericht voor het vervolgen van het communisme. De rechtbank sprak bijzonder zware gevangenisstraffen uit, ontnam de burgerlijke rechten en kon besluiten tot de confiscatie van alle privé-bezittingen. Alleen al in de eerste vijf jaar werden 2307 personen veroordeeld, 2269 voor het “delict” vrijmetselaar, 12 voor communisme en 26 voor beide. Daarnaast werden veel personen die zich in ballingschap bevonden bij verstek veroordeeld. De minimumstraf was twaalf jaar opsluiting.
Het tribunaal werd op 8 februari 1964 opgeheven, maar zijn taken werden overgenomen door de Rechtbank voor openbare orde belast met het vervolgen van politieke misdrijven in het algemeen. Tijdens de Spaanse democratische overgang (1975-1978) werd ook deze uitzonderingsrechtbank per koninklijk decreet in 1977 opgeheven.

## Archieven
De archieven van de Bijzondere Rechtbank worden bewaard in het Algemeen archief over de Burgeroorlog in Salamanca en zijn toegankelijk voor het publiek.